# سفارة كرواتيا في أوكرانيا
سفارة كرواتيا في أوكرانيا هي أرفع تمثيل دبلوماسي لدولة كرواتيا لدى أوكرانيا. تقع السفارة في كييف وهي تهدف لتعزيز المصالح الكرواتية في أوكرانيا.

## وصلات خارجية
- الموقع الرسمي
- قائمة سفارات كرواتيا
- قائمة السفارات في أوكرانيا